# Houboulang Mendes
Houboulang Mendes (ur. 4 maja 1998 w Évry-Courcouronnes) – piłkarz z Gwinei Bissau grający na pozycji prawego obrońcy. Od 2024 jest zawodnikiem klubu Troyes AC, do którego jest wypożyczony z UD Almería.

## Kariera klubowa
Swoją karierę piłkarską Mendes rozpoczynał w juniorach takich klubów jak: ES Viry-Châtillon, Juvisy-sur-Orge AF i Stade Lavallois. W 2014 roku został zawodnikiem rezerw tego ostatniego, a w 2017 roku awansował do pierwszego zespołu. 19 maja 2017 zadebiutował w nim w Ligue 2 w przegranym 1:2 domowym meczu z Nîmes Olympique. W sezonie 2016/2017 spadł z nim do Championnat National.
Latem 2018 Mendes przeszedł do drugoligowego FC Lorient. Swój debiut w nim zaliczył 6 sierpnia 2018 w zwycięskim 2:1 wyjazdowym meczu z LB Châteauroux. W sezonie 2019/2020 wywalczył z Lorient awans do Ligue 1. W Lorient grał do końca sezonu 2021/2022.
W 2022 roku Mendes został zawodnikiem UD Almería. Swój debiut w nim w Primera División zanotował 27 sierpnia 2022 w wygranym 2:1 domowym meczu z Sevillą.
W luteym 2024 roku Mendes został wypożyczony do drugoligowego CD Mirandés. Zadebiutował w nim 3 lutego 2024 w zwycięskim 3:0 domowym spotkaniu z Villarreal CF B.
| Sezon   | Klub              | Kraj      | Rozgrywki              | Mecze | Bramki |
| ------- | ----------------- | --------- | ---------------------- | ----- | ------ |
| 2014/15 | Stade Lavallois B | Francja   | CFA 2                  | 1     | 0      |
| 2015/16 | Stade Lavallois B | Francja   | CFA 2                  | 12    | 0      |
| 2016/17 | Stade Lavallois   | Francja   | Ligue 2                | 1     | 0      |
| 2016/17 | Stade Lavallois B | Francja   | CFA 2                  | 27    | 0      |
| 2017/18 | Stade Lavallois   | Francja   | Championnat National   | 27    | 0      |
| 2018/19 | FC Lorient        | Francja   | Ligue 2                | 21    | 0      |
| 2019/20 | FC Lorient        | Francja   | Ligue 2                | 3     | 0      |
| 2020/21 | FC Lorient        | Francja   | Ligue 1                | 17    | 0      |
| 2020/21 | FC Lorient B      | Francja   | Championnat National 2 | 5     | 0      |
| 2021/22 | FC Lorient        | Francja   | Ligue 1                | 36    | 0      |
| 2022/23 | UD Almería        | Hiszpania | Primera División       | 14    | 0      |
| 2023/24 | UD Almería        | Hiszpania | Primera División       | 7     | 0      |

## Kariera reprezentacyjna
W reprezentacji Gwinei Bissau Mendes zadebiutował 11 września 2023 roku w wygranym 2:1 meczu kwalifikacji do Pucharu Narodów Afryki 2023 ze Sierra Leone, rozegranym w Bissau. W 2024 roku został powołany do kadry na Puchar Narodów Afryki 2023. W tym turnieju rozegrał jeden mecz grupowy, z Nigerią (0:1).